# 郝祯
郝祯（？—1282年），元朝真定（今河北省正定县）人。元世祖时中书左丞。
元世祖至元十三年（1276年），由中书省左右司郎中升任为参知政事。至元十七年（1280年），升任中书左丞。他和耿仁依附权臣阿合马，贪污聚敛，人多怨恨。至元十九年（1282年），忽必烈和太子真金外出巡游，益都千户王著假冒真金，传阿合马和郝祯到东宫前，将他们杀死。事后，忽必烈追究阿合马和党羽的罪责，将郝祯戮尸。